# Кимляй
Кимляй — деревня Ковылкинского района Республики Мордовия в составе Изосимовского сельского поселения. 

## География
Находится на расстоянии примерно 12 километров по прямой на северо-запад от районного центра города Ковылкино.

## История
Известна с 1869 года, когда она была учтена как казенная деревня Краснослободского уезда из 28 дворов, названа по местной речке.

## Население
Постоянное население составляло 39 человек (русские 82%) в 2002 году, 21 в 2010 году .